# پویفای مالایپورن
پویفای مالایپورن (تایلندی: ปอยฝ้าย มาลัยพร؛ زاده ۱۹ ژانویهٔ ۱۹۷۱ در استان نونگ کای) هنرپیشه و خواننده سبک مو لام و لوک تانگ اهل تایلند است.

## دیسکوگرافی
- "Poyfai Won Faen" ปอยฝ้ายวอนแฟน
- "Talok Oak Hak" ตลกอกหัก
- 2008 - "Mun Tong Thon" มันต้องถอน
- 2009 - "Mak Laew Krab" มักแล้วครับ